# Jordanhill (stacja kolejowa)

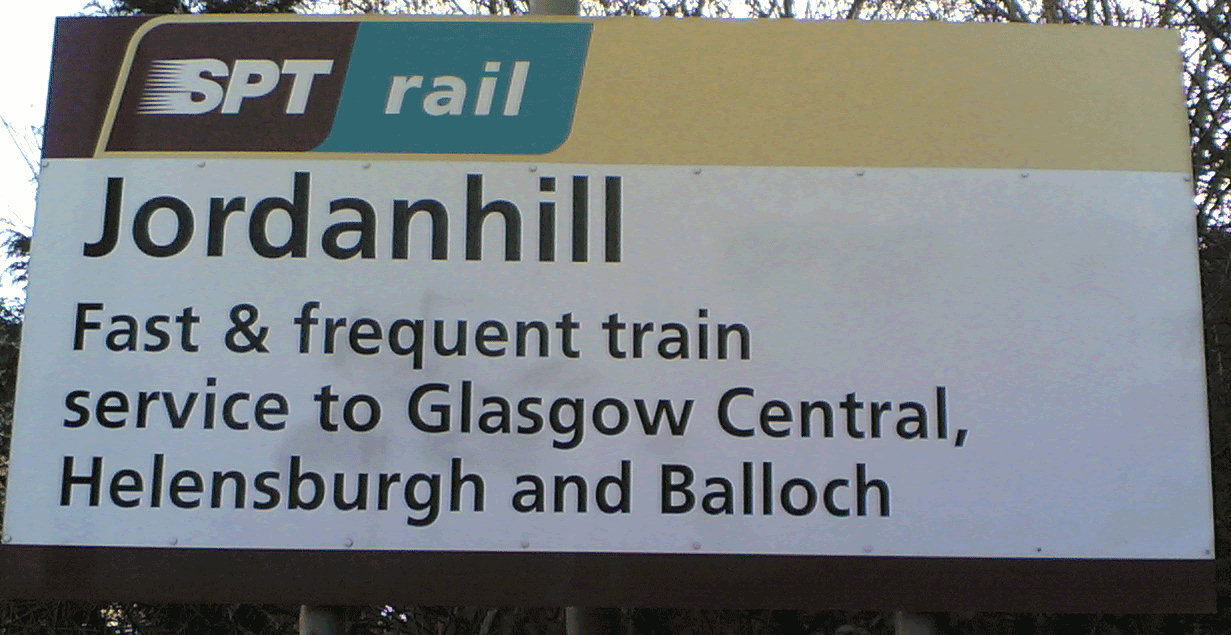
Informacja o stacji Jordanhill.

Stacja kolejowa Jordanhill jest podmiejską stacją w okolicy Jordanhill na zachodniej stronie Glasgow w Szkocji. Stacja (w skrócie JOR) jest pod zarządem Transport Scotland i operowana jest przez First ScotRail. Leży na linii Argyle Line oraz na linii North Clyde Line. Jest położona koło miasteczka uniwersyteckiego Jordanhill Uniwersytetu Strathclyde i koło szkoły Jordanhill; usytuowana jest ponad drogą Crow Road, ważną drogą przelotową w Glasgow i główną drogą prowadzącą do tunelu Clyde Tunnel. Stacja jest w odległości pięciu przystanków i o 11 minut od stacji Central Glasgow.

## Historia
Stacja została otworzona 1 sierpnia 1887 roku jako część trasy kolejowej Glasgow-Yoker-Clydebank. Budowa drewnianych budynków stacji, typowych dla nowych podmiejskich linii z tego okresu, zostały skończona w roku 1895. Stacja jest położona na miejscu fabryki cegieł i kafelków. Jordanhill był miejscowością górników w końcu XIX wieku. Stacja została wybudowana w momencie, w którym lokalny przemysł chylił się ku upadkowi i pozwalała na dojazd do centrum Glasgow, który uprzednio był utrudniony przez konieczność chodzenia na stacje Hillhead lub Patric.
15 stycznia 1898 J. Johnstone, członek klubu sportowego Whiteinch Harriers, zmarł w czasie próby przejścia przez tory w zachodniej części stacji. Informacja upamiętniająca to nieszczęście była umieszczona w tym miejscu przez wiele lat.
Na linii towarowej wydarzył się wypadek 28 grudnia 1932 roku kiedy to 17 wagonów wypełnionych węglem zaczęło się staczać na małej bocznicy należącej do Great Western Steam Laundry; wagony uderzyły w inne i nastąpiło wykolejenie 9 wagonów i rozsypanie węgla.
Poważny wypadek nastąpił 28 kwietnia 1980 kiedy to pociąg z trzema wagonami i 80 pasażerami z Delmuir do Motherwell wykoleił się koło skrzyżowania Hyndland zaraz po odjeździe z Jordanhill. 16 osób (dziewięć kobiet i sześciu mężczyzn) zostało przewiezionych do Western Infirmary.

## Połączenia

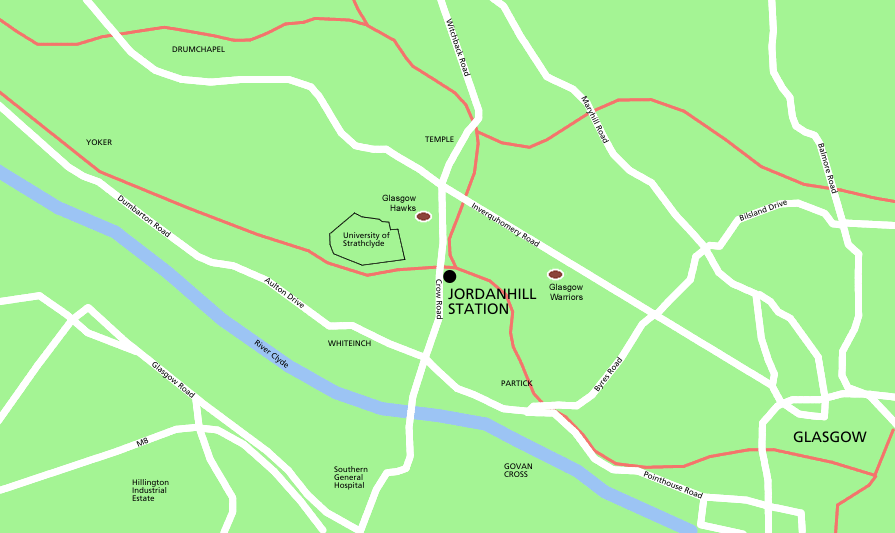
Stacja Jordanhill jest położona koło miasteczka akademickiego Jordanhill Uniwersytetu Strathclyde.

Linia Argyle Line jest używana przez pasażerów dojeżdżających do dystryktu finansowego i biznesowego centralnego Glasgow. Typowe połączenie w czasie dnia to cztery pociągi na godzinę do stacji Dalmuir przez stację Clydebank, dwa pociągi do stacji Motherwell przez stację Glasgow Central, oraz dwa pociągi do Springburn przez stację Glasgow Queen Street.
Stacja nie ma kas biletowych, ale jest wyposażona w automatyczną maszynę biletową, jedną z dziesięciu wybudowanych przez STP przy końcu 2003 roku. Maszyny te ustawiono w celu ograniczenia jazdy na gapę co szacunkowo kosztowało kolej 2 miliony funtów rocznie.

## Zdjęcia

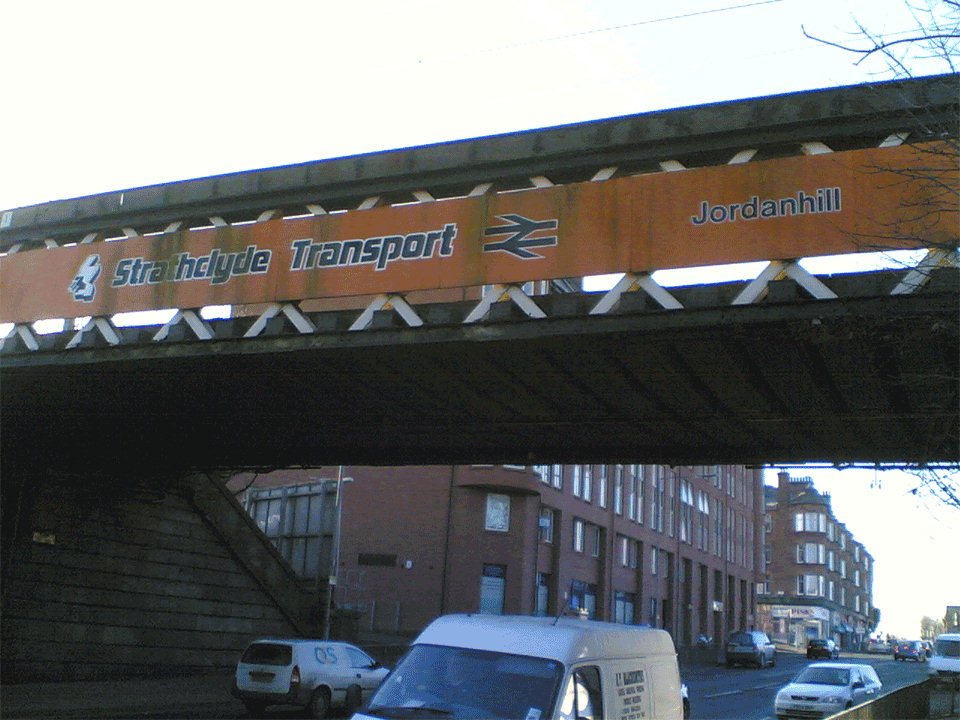
Most nad drogą Crow Road ze znakiem Strathclyde Transport
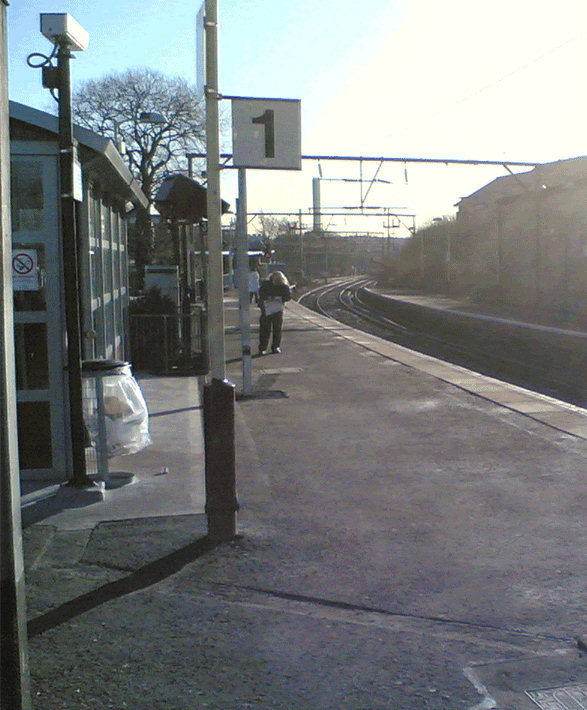
Pierwszy peron, patrząc na wschód w stronę Hyndland
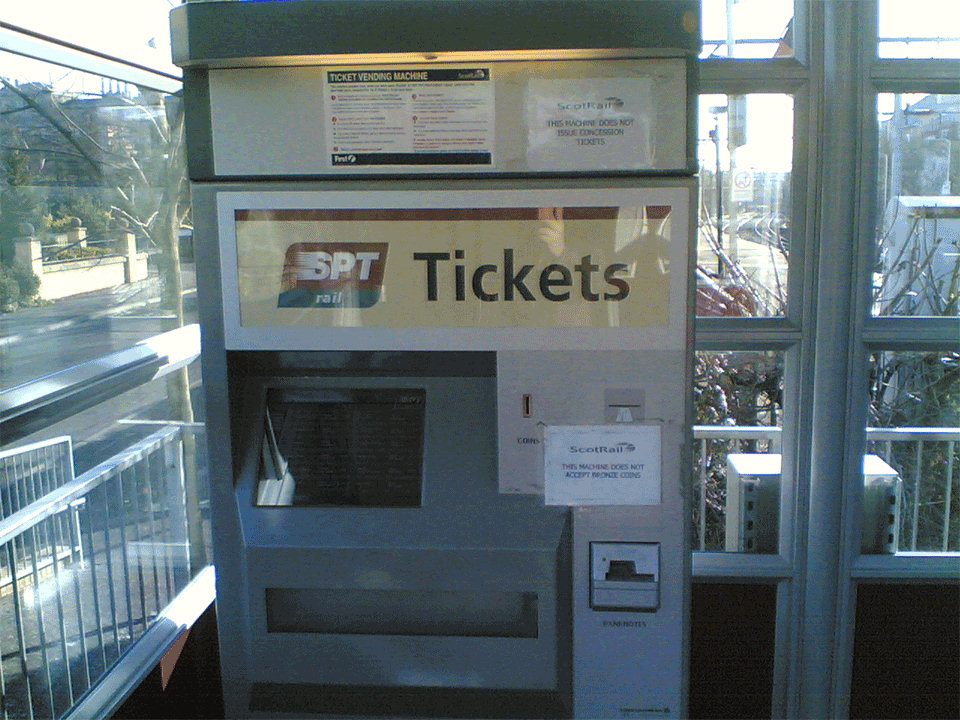
Maszyna biletowa